# Jesús Alcívar
Jesús Alcívar (* Portoviejo, Ecuador, 14 de octubre de 1989). es un futbolista ecuatoriano que juega de delantero en Liga de Portoviejo de la Serie B de Ecuador.

## Clubes
| Club                 | País    | Año       |
| -------------------- | ------- | --------- |
| Liga de Portoviejo   | Ecuador | 2004-2006 |
| Universidad Católica | Ecuador | 2007      |
| Grecia               | Ecuador | 2008      |
| Manta FC             | Ecuador | 2009      |
| Universidad Católica | Ecuador | 2010      |
| Deportivo Quito      | Ecuador | 2011      |
| Liga de Portoviejo   | Ecuador | 2011      |
| Liga de Loja         | Ecuador | 2012      |
| Manta FC             | Ecuador | 2013      |
| Liga de Portoviejo   | Ecuador | 2013-     |

## Palmarés

### Campeonatos nacionales
| Título             | Club                 | País    | Año  |
| ------------------ | -------------------- | ------- | ---- |
| Serie B de Ecuador | Universidad Católica | Ecuador | 2007 |